# توپولف تو-۷۰
توپولف تو-۷۰ (روسی: Туполев Ту-۷۰ ; نام گزارش شده ناتو: کارت) یک نوع هواپیمای مسافربری ساخت شوروی بود که از بمب افکن توپولف تو-۴ (که با مهندسی معکوس از هواپیمای آمریکایی بوئینگ بی-۲۹ سوپرفورترس ساخته شد) باز طراحی شده بود و بلافاصله پس از پایان جنگ جهانی دوم طراحی شد. در این هواپیما از تعدادی قطعات هواپیماهای بوئینگ بی-۲۹ استفاده شده بود که پس از بمباران ژاپن، در اتحاد جماهیر شوروی فرود اضطراری داشتند. این هواپیما اولین بدنه تحت فشار را در اتحاد جماهیر شوروی داشت و اولین بار در ۲۷ نوامبر ۱۹۴۶ پرواز کرد. با این که آزمایشات اولیه آن موفقیت‌آمیز بود و برای تولید انبوه توصیه شد، اما در نهایت به دلیل دستورات نظامی بعدی و به دلیل اینکه آئروفلوت نیازی به چنین هواپیما نداشت، تولید آن لغو شد. توپولف تو-۷۵ نسخه باری نظامی این هواپیما بود.

## مشخصات فنی
داده‌ها از 
ویژگی‌های عمومی
- خدمه: ۷–۸
- ظرفیت: ۷۲ pax
- طول: ۳۵٫۴ متر (۱۱۶ فوت ۲ اینچ)
- پهنای بال: ۴۴٫۲۵ متر (۱۴۵ فوت ۲ اینچ)
- ارتفاع: ۹٫۷۵ متر (۳۲ فوت ۰ اینچ)
- مساحت بال‌ها: ۱۶۶٫۱ متر مربع (۱٬۷۸۸ فوت مربع)
- وزن خالی: ۳۸٬۲۹۰ کیلوگرم (۸۴٬۴۱۵ پوند)
- وزن ناخالص: ۵۱٬۴۰۰ کیلوگرم (۱۱۳٬۳۱۸ پوند)
- پیشرانه: ۴ عدد موتور پیستونی شعاعی ۱۸ سیلندر هوا خنک Shvetsov ASh-73TK, ۱٬۸۰۰ کیلووات (۲٬۴۰۰ اسب بخار)  در هر موتور
- ملخ‌ها: چهارملخه ملخ سرعت ثابت

عملکرد
- حداکثر سرعت: ۵۶۸ کیلومتر بر ساعت (۳۵۳ مایل بر ساعت، ۳۰۷ گره) در ۹٬۰۰۰ متر (۲۹٬۵۲۸ فوت)
- بُرد: ۲٬۵۰۰ کیلومتر (۱٬۶۰۰ مایل، ۱٬۳۰۰ مایل دریایی)
- حداکثر ارتفاع: ۱۱٬۰۰۰ متر (۳۶٬۰۰۰ فوت)
- بارگیری بال: ۳۶۱ کیلوگرم بر متر مربع (۷۴ پوند بر فوت مربع)
- توان به وزن|توان/جرم: ۱۲۰ kilowatts per kilogram (۷۳ horsepower per pound)

## همچنین ببینید
توسعه مرتبط
- بوئینگ بی-۲۹ سوپرفورترس
- توپولف تو-۴
- توپولف تو-۷۵
- توپولف تو-۸۰
- توپولف تو-۸۵

هواگردهای با عملکرد، پیکربندی و یا دوره زمانی مشابه
- بوئینگ ۳۷۷ استراتوکروزر
- ایلیوشین ایل-۱۸

فهرست‌های مرتبط
- List of civil aircraft

### کتابشناسی - فهرست کتب
- Gordon, Yefim; Rigamant, Vladimir (2005). OKB Tupolev: A History of the Design Bureau and its Aircraft. Hinckley, England: Midland Publishing. ISBN 1-85780-214-4.
- Gunston, Bill (1995). Tupolev Aircraft since 1922. Annapolis, MD: Naval Institute Press. ISBN 1-55750-882-8.
- Nemecek, Vaclav (1986). The History of Soviet Aircraft from 1918. London: Willow Books. ISBN 0-00-218033-2.